# Bleptina sinuosa
Bleptina sinuosa là một loài bướm đêm trong họ Noctuidae.